# Téramo
Téramo es una ciudad de Abruzos (Italia) con 55.000 habitantes, capital de la provincia homónima.

## Geografía física
La ciudad, a 175 km de Roma, está situada en la parte septentrional de los Abruzos, en una zona de colinas entre las laderas de la montaña más alta de los Apeninos (el Gran Sasso d'Italia) y la costa adriática. De hecho, es uno de los pocos lugares en los que pueden apreciarse tanto cimas nevadas de 3000 metros como las soleadas playas del mar Adriático, ambas a tan sólo media hora del centro de la ciudad.
Téramo, a los pies del Parque nacional del Gran Sasso surge a la confluencia del río Tordino y el torrente Vezzola que rodean su centro histórico.

## Clima
| Año 2007                    | Ene    | Feb    | Mar    | Abr    | May     | Jul    | Jun    | Ago    | Sep    | Oct   | Nov   | Dic    | Año  |
| --------------------------- | ------ | ------ | ------ | ------ | ------- | ------ | ------ | ------ | ------ | ----- | ----- | ------ | ---- |
| Temperatura máx. media (°C) | 14     | 14     | 15     | 20     | 24      | 28     | 32     | 30     | 24     | 17    | 13    | 13     | 20,3 |
| Temperatura mín. media (°C) | 5      | 6      | 7      | 10     | 14      | 17     | 21     | 19     | 14     | 11    | 6     | 5      | 11,2 |
| Lluvias (mm)                | 14     | 26     | 67     | 25     | 92      | 62     | 0      | 30     | 30     | 30    | 157   | 90     | 519  |
| Vientos (dir.-nudos)        | SO 4,6 | SO 4,3 | SO 5,0 | NE 4,5 | ONO 5,2 | NE 5,2 | NE 6,7 | NE 5,2 | SO 5,5 | O 2,9 | O 3,6 | NO 3,8 | --   |

El clima es de tipo templado-fresco, con temperaturas que en el mes más frío (enero) se acercan a los 5,5 °C y en el más cálido a los 24 °C. Las precipitaciones (alrededor de 800 mm anuales) están concentradas sobre todo en el otoño tardío. Durante el invierno puede pero caer nieve abundante, como atestigua el reciente episodio de febrero de 2012. Los veranos están caracterizados por días de calor más o menos intenso.

## Etimología
La ciudad fue llamada Petrut por los fenicios, con el significado de “lugar elevado rodeado de aguas”. De la latinización de Pertut en Praetut, se volvió luego Praetutium y Ager Praetutianus para indicar el territorio. Los romanos la llamaron Interamnia Urbs (“ciudad entre dos ríos”, haciendo referencia al Tordino y al Vezzola).
En época medieval de Praetutium se volvió Aprutium, que hizo su primera aparición en algunos textos del siglo VI y que hasta el siglo XII indicaba tanto la ciudad como todo el territorio circundante, y de hecho es de ese antiguo nombre de la ciudad de Téramo que viene también el nombre de la región entera: Abruzos. Sucesivamente el nombre Interamnia se volvió Interamne, Teramne, Interamnium, Teramnium y finalmente la forma Teramum.
No ha encontrado éxito en cambio, para la teoría según la cual el nombre Téramo provenga de Thermae, relacionada con la atestiguada presencia de muchas termas en varias zonas de la ciudad.

## Historia

### Época prerromana delsigloVIIIalsigloVa.C.
Téramo tiene unos orígenes antiquísimos. El asentamiento del milenio I a. C. y algunas construcciones de época itálica del siglo III-II a. C. han sido objeto de excavaciones arqueológicas muy recientes. Los vestigios más antiguos se refieren a la periferia de la ciudad, en el barrio Madonna della Cona, donde fue encontrada, entre otras, una sepultura con puñal y alabarda. Según parece, al desarrollo del antiguo asentamiento contribuyeron los etruscos y los fenicios, que habrían fundado un emporio comercial.

### Los pretucios
Según el escritor romano Sexto Julio Frontino, la antigua Perut o Pretut (colina rodeada por aguas) creció en dimensiones e importancia hasta volverse la capital del Praetutium y conciliabulum de los pretucios.

### Época romana del al

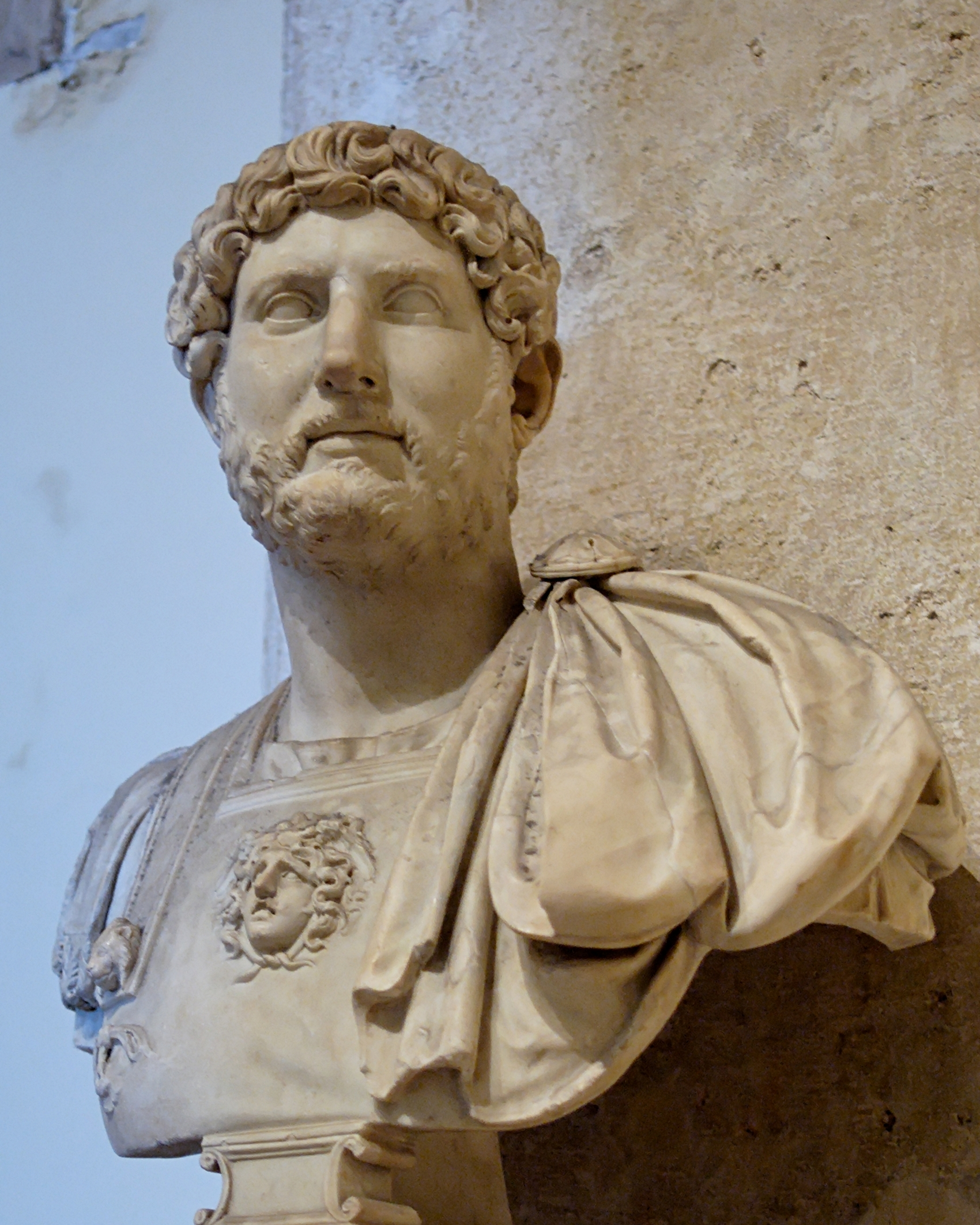
Interamnia vivió su mejor periodo bajo el emperador Adriano

### Época romana delsigloVa.C.alsigloVd.C.
- 295 a. C. En la batalla de Sentino, los romanos derrotan a la confederación itálica (samnitas, etruscos, umbrios y sus aliados galos). Con esta batalla da comienzo la tercera guerra samnita.
- 290 a. C. El territorio sabino y el territorio pretucio son ocupados militarmente por las legiones mandadas por el cónsul Manio Curio Dentato. A la ciudad se le da el nombre latín de Interamnia Praetuttiorum ("ciudad entre dos ríos de los pretucios"), según muchos simple traducción del topónimo Petrut. En época augustea, Intermania es incluida en la quinta región: el Piceno (la VI región era la Umbría y la IV el Sannio). El territorio de la actual provincia estaba dividido, de sur a norte, en Ager Hatrianus, Ager Praetutianus, Ager Palmense.

En este periodo Interamnia es:
- Conciliabulum: lugar de reunión y de mercado
- Praefectura iure dicundo
- Municipium, después de la guerra Social
- Colonia silana. En esta época pierde el estatuto de municipio por la participación de Lucio Cornelio Sila en la guerra Social (91-88 a. C.), y lo recuperará sucesivamente por expresa voluntad de Julio César.

Durante el periodo romano, gracias a su gran proximidad con la capital del Imperio, la ciudad conoce un periodo muy próspero, como atestiguan los innumerables mosaicos, las ruinas del anfiteatro, del teatro y de las termas. Como recuerdan los historiadores Tolomeo, Tito Livio y Plinio, la ciudad alcanzó su máximo esplendor bajo Adriano, con la construcción de templos dedicados a Marte y Apolo.

### Godos y bizantinos
- En el año 410 se registra una primera destrucción de Téramo por los visigodos de Alarico I. Sin embargo, son muy inciertas las noticias relativas a estos años: se presume que la presencia de los godos en el territorio de Intermania se prolongará hasta al 552-554. Después de la Guerra gótica, en el 553, se pasa al dominio de los bizantinos. Téramo vuelve a ser incluida en el Marquesado de Fermo, sujeto al Esarcato griego de Rávena. La ciudad está gobernada por un conde que dependía del Marquesado de Fermo.

### SigloXII(1101-1200)
- 1129 Tras la invasión lombarda de los Abruzos, Téramo se somete a los normandos del Ducado de Apulia.
- 1140 Téramo entra a formar parte de los dominios de Rogelio II, primer rey del Reino de las Dos Sicilias.
- 1153 Teodino, un sujeto desconocido hasta entonces, hace edificar la iglesia y convento de Sant’Angelo delle Donne, sucesivamente denominado Madonna delle Grazie.
- Téramo es destruida por las armadas normandas de Roberto di Loretillo. De ese cruento pillaje sólo se salva la torre de Piazza Sant’Anna, desde entonces llamada Torre Bruciata ("Torre quemada").
- 1176 Termina la construcción del Duomo de Téramo, de estilo románico.

### SigloXIII(1201-1300) “Periodo de la libertad”
- 1268 Fin del dominio de los suevos y comienzo del de la Dinastía Angevina.

### SigloXIV(1301-1400)
- Durante la Dinastía Angevina, Téramo conoce una nueva época de majestuosidad: los señores de la diócesis Aprutina, los obispos Rainaldo Acquaviva, Niccolò degli Arcioni (1317), Stefano da Teramo (1335) y Pietro di Valle (1366) reconstruyen la ciudad que ve el nacimiento de castillos, pueblos y sobre todo de grandes privilegios concedidos por los soberanos, gracias a los cuales se edifican iglesias, conventos y palacios. La ciudad asume nuevos contornos arquitectónicos, tanto en la parte vieja como en la nueva. Téramo se vuelve una verdadera ciudad de frontera: puerta de los Reinos.[4]

### SigloXV(1401-1500)

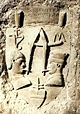
"A lo parlare agi mesura"

- Periodo caracterizado por las luchas entre las dos familias más importantes de la ciudad (De Valle y De Melatino), el “ejemplar” ahorcamiento de 13 seguidores de la familia De Melatino es aún recordada en un escudo de piedra en el centro de la ciudad, que ve representadas dos cabezas con la lengua fuera acompañadas por el escrito “A lo parlare agi mesura” (mide tus palabras).[5]
- En los primeros años del siglo el tirano Antonello de Valle es asesinado, y de igual forma demolido su castillo de Piazza Garibaldi. La leyenda cuenta que fueron las mujeres de la ciudad quienes pusieron fin a la absurda beligerancia entre ambas familias con una huelga de sus afectos.
- A pesar de los conflictos internos, la ciudad vive un periodo cultural absolutamente activo, gracias a artistas como Jacobello del Fiore y Nicola de Guardiagrele, y relaciones comerciales con la Toscana y Venecia.
- En junio de 1442, el Reino de Nápoles cae en las manos de Alfonso V, Rey de Aragón.

### SigloXVI(1501-1600)
- 1504 El Reino de Nápoles pasa a Fernando el Católico, rey de España, que da comienzo al dominio español en los Abruzos y el sur de Italia.
- Tras la muerte de Fernando el reino pasa a Carlos V. Inmediatamente después Téramo es vendida al Duque de Atri por 40.000 ducados. Los teramanos se rebelaron a la decisión; se cuenta que en la noche del 17 al 18 de noviembre de 1521, las tropas del Duque, que habían rodeado ya la ciudad, espantadas por la visión de la Virgen y San Berardo en defensa de Téramo, se retiraron asustadas. Nace así el milagro de San Berardo, santo patrón de la ciudad.[6]

### SigloXVII(1601-1700)
- 1626 Un terremoto golpea la ciudad.
- 1630 Pestilencia propagada de Milán.

### SigloXVIII(1701-1800)

El Reino de las Dos Sicilias

- 1707 Después de la guerra de sucesión española, la casa de Habsburgo domina todo el Reino de las Dos Sicilias durante 27 años.
- 1744 Invasión alemana y nacimiento en Téramo de un movimiento iluminista de varios intelectuales liderado por Melchiorre Delfico, notorio compositor, poeta y filósofo italiano.
- 1798 Los franceses entran a Téramo, y aunque son inicialmente expulsados por los ciudadanos, vuelven pocos días después destruyendo sin piedad la ciudad entera.

### SigloXIX(1801-1900)
- El 15 de marzo de 1806 Napoleón derrota a Rey Fernando I de Borbón. Téramo es una posesión francesa a todos los efectos.
- 1815 La ciudad vuelve al Reino de Nápoles.
- 1832 Primera visita de Fernando II de las Dos Sicilias a la ciudad.
- 1844 Segunda visita de Fernando II de las Dos Sicilias a la ciudad
- 1847 Tercera visita de Fernando II de las Dos Sicilias a la ciudad.
- 1890 Se funda el laboratorio astronómico de Collurania.

### Edad Contemporánea
- 1925 Fundación en Téramo de la primera Sociedad Psicoanalítica Italiana.
- 1934 Completado y estrenado el nuevo palacio del Convitto Nazionale anexo al Liceo-Ginnasio y la biblioteca “Melchiorre Delfico”, en la plaza que tomará el nombre de Dante Alighieri.
- 1941 Fundación del Instituto Zoo profiláctico.
- 25 de junio de 1943 Las tropas alemanas llegadas a Téramo avanzan a Bosco Martese, donde se enfrentan con los hombres de la Resistencia teramana. El episodio es recordado como la Battaglia di Bosco Martese.[7]
- 1972 Primera edición de la manifestación Interamnia World Cup (todavía en curso).
- 30 de junio de 1985 Visita oficial del Papa Juan Pablo II.
- 1989 Téramo es nombrada por la Unicef “Ciudad abierta al mundo”.[8]
- 1993 Autonomía y fundación oficial de la Universidad de Téramo
- 15 de septiembre de 2005 Visita oficial del Presidente de la República Italiana Carlo Azeglio Ciampi.
- 22 de noviembre de 2008 Visita oficial del Presidente del Consejo Silvio Berlusconi.
- Abril de 2009 Aunque se hayan percibido intensos seísmos en la ciudad, Téramo no ha sufrido daños significativos en el terremoto de L'Aquila.

## Demografía
| Gráfica de evolución demográfica de Téramo entre 1861 y 2021 |
|                                                              |
| Fuente ISTAT - elaboración gráfica de Wikipedia              |

## Monumentos e instituciones

### Anfiteatro romano

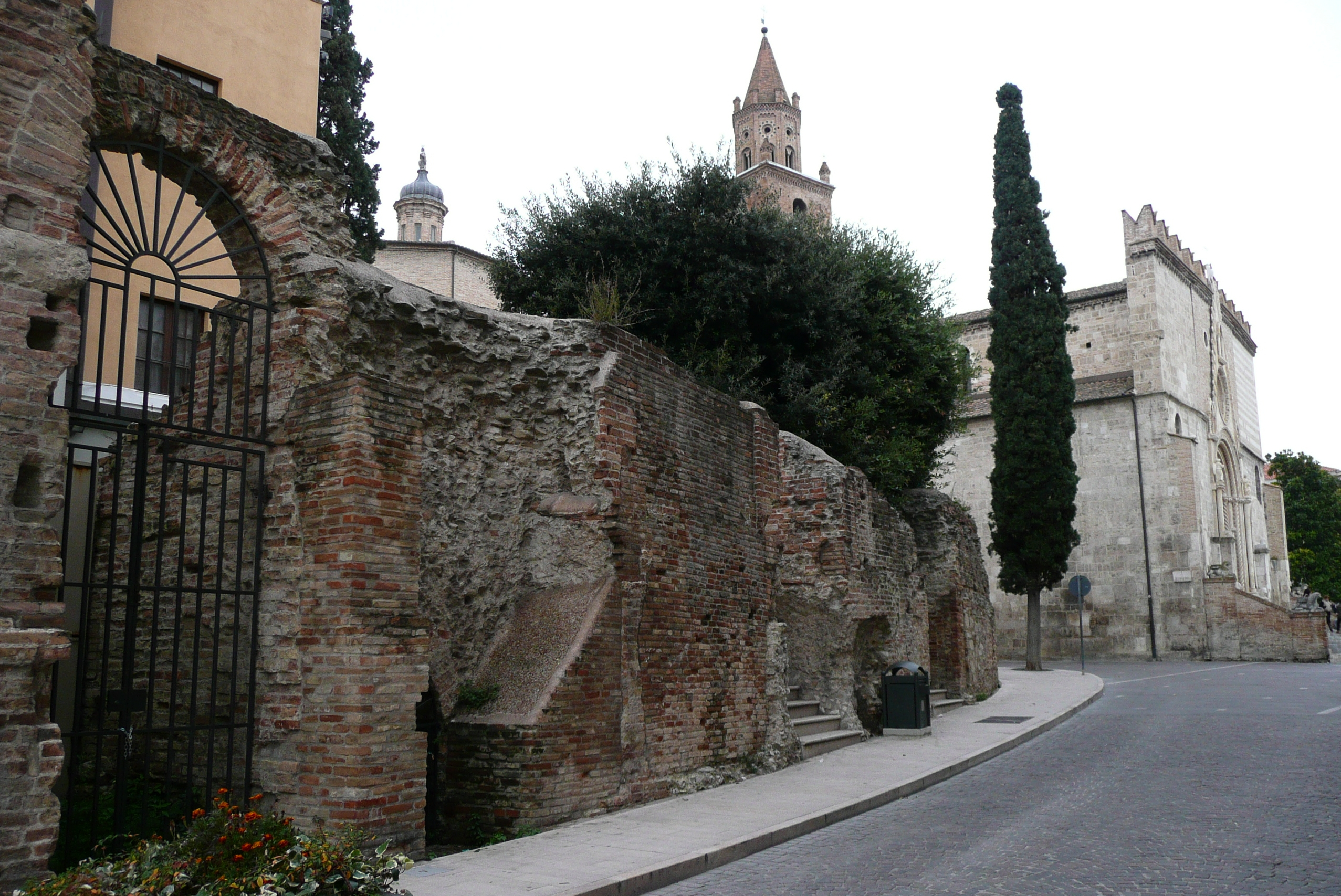
Vista del anfiteatro romano

Faltan las pruebas para demostrar que el gran anfiteatro teramano haya acogido el triste espectáculo del martirio de los primeros cristianos, aunque sea cierto que por las dimensiones, más de 200 metros de largo, era un lugar de interés ciudadano. Se cree que en la Edad Media haya sido utilizado, así como lo fue el Coliseo de Roma, como alcázar o castillo en protección de la ciudad. La leyenda cuenta que una hermosa dama española tenía la costumbre de matar ahí a los hombres que había adulado y de los cuales acababa de saciarse, de manera que no pudieran revelar nada de las noches de amoroso desahogo.

### Teatro romano
Construido a principios del siglo II, bajo el reinado del emperador Adriano, el teatro se encuentra en el centro de la ciudad, muy cerca de la Catedral de Téramo. Sus muros se elevan al menos tres metros sobre el suelo y muestran que la estructura original podría haber albergado hasta tres mil espectadores. Desde la caída de Roma, los materiales del teatro fueron utilizados en otras construcciones. En 1918 se redescubrieron sus restos y en 2007 se proyectaron las obras para el derribo del Palazzo Adamoli que dejará a la luz una parte oculta del teatro.
Esta antigua ruina impresionó al famoso poeta Gabriele D’Annunzio, que escribió: “La ruina del teatro de Interamnia atestigua la antigua majestuosidad romana”.

### Madonna delle Grazie

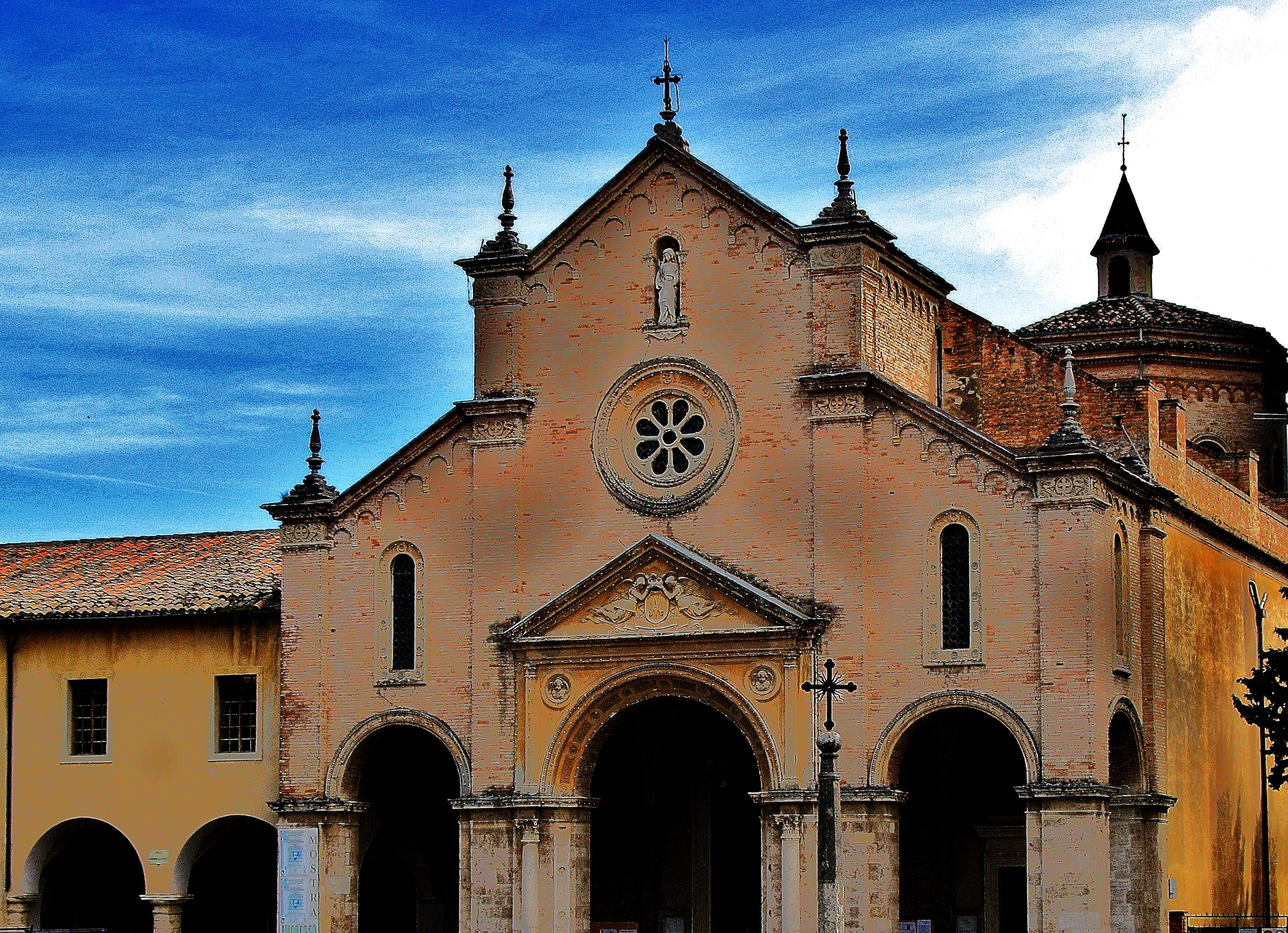
Madonna Delle Grazie

La iglesia teramana “Fuori porta” (fuera de los muros romanos que rodeaban la ciudad) es una de las citas rituales de la cristiandad ciudadana. La iglesia fue nuevamente abierta en septiembre de 1900 junto a la conventualidad.

### Casa Urbani
Es una de las habitaciones más interesantes que se han conservado de la Téramo medieval, fue destruida por el conde normando de Loretello tras el asedio y posterior incendio de la ciudad a mediados del siglo XII.

### Spirito Santo
Iglesia del siglo XIV, estaba relacionada con la iglesia de Santo Spirito in Sassia de Roma, como recuerda la doble cruz de Constantino. Fue sede de un hospital y de una cofradía que se ocupaba de la sepultura de los fallecidos en el presidio o por ajusticiamiento. Es uno de los elementos más característicos de la Téramo medieval.

### Casa del Mutilato

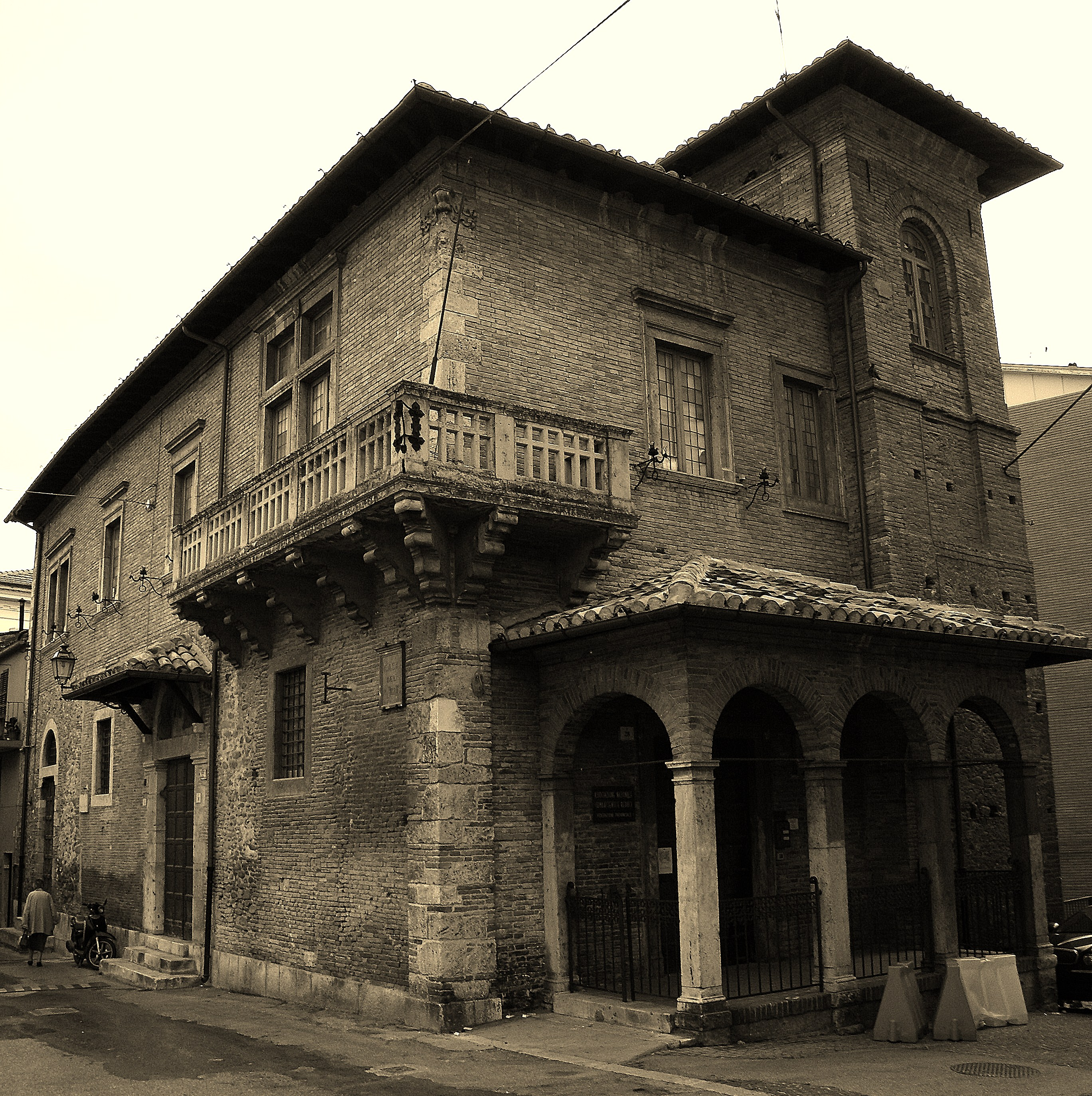
La Casa del Mutilato

Vieja iglesia Della Misericordia hoy Casa del Mutilato, edificada como consecuencia de la peste del 1348 y restaurada en 1928. De relevancia es el fresco de Giacomo da Campli (siglo XV). En 1514 fue visitada por la reina Juana II de Nápoles para adorar ahí un precioso crucifijo que parece que englobase una espina de la corona de Jesús.

### Piazza Sant’Anna
Es una plaza en el centro de la ciudad con una iglesia. Recientemente sujeta a obras, bajo la plaza se han descubierto los restos de la Torre Bruciata, erigida en el siglo II a.c., y una antigua domus romana.

### Catedral
La Basílica Catedral de Santa Maria Assunta y San Berardo es la obra artística más importante de Téramo. Su edificación tuvo comienzo en 1158, por voluntad del obispo Guido II que quería dar un nuevo alojamiento a las reliquias de San Berardo da Pagliara. Fue consagrada y terminada en 1176; parte del material para construirlo fue tomado del teatro y del anfiteatro romano.
La torre, que lleva tres campanas, tiene una altura de 50 metros y fue realizada entre los siglos XII y XII. Merece ser mencionado el palio de plata, obra maestra de Nicolás de Guardiagrele que tardó quince años en edificarlo (del 1433 al 1448). Desde el 8 de septiembre de 2007 es posible visitar la cripta subterránea de San Berardo da Pagliara, santo patrón de Téramo.

### Vescovado
El obispado fue edificado probablemente en 1374 con pilares de piedras y travertino de Civitella del Tronto y es aún la residencia del obispo y de los oficios de la Curia Aprutina. Es el mismo obispo el que lidera, cada año, durante la noche entre el Jueves y el Viernes Santo, un camino nocturno. La tradición afirma que la Virgen, que aún no está de luto, vaga de iglesia a iglesia en busca de su hijo, pero si en la desesperada búsqueda encuentra la lluvia, reparará en la iglesia más cercana, donde tendrá que quedarse hasta la misma noche del año sucesivo. Si bien la procesión comienza a las cuatro de la mañana, se ha convertido en un ritual que continúa acogiendo a millares de fieles en la Pascua teramana.

### Convitto Nazionale

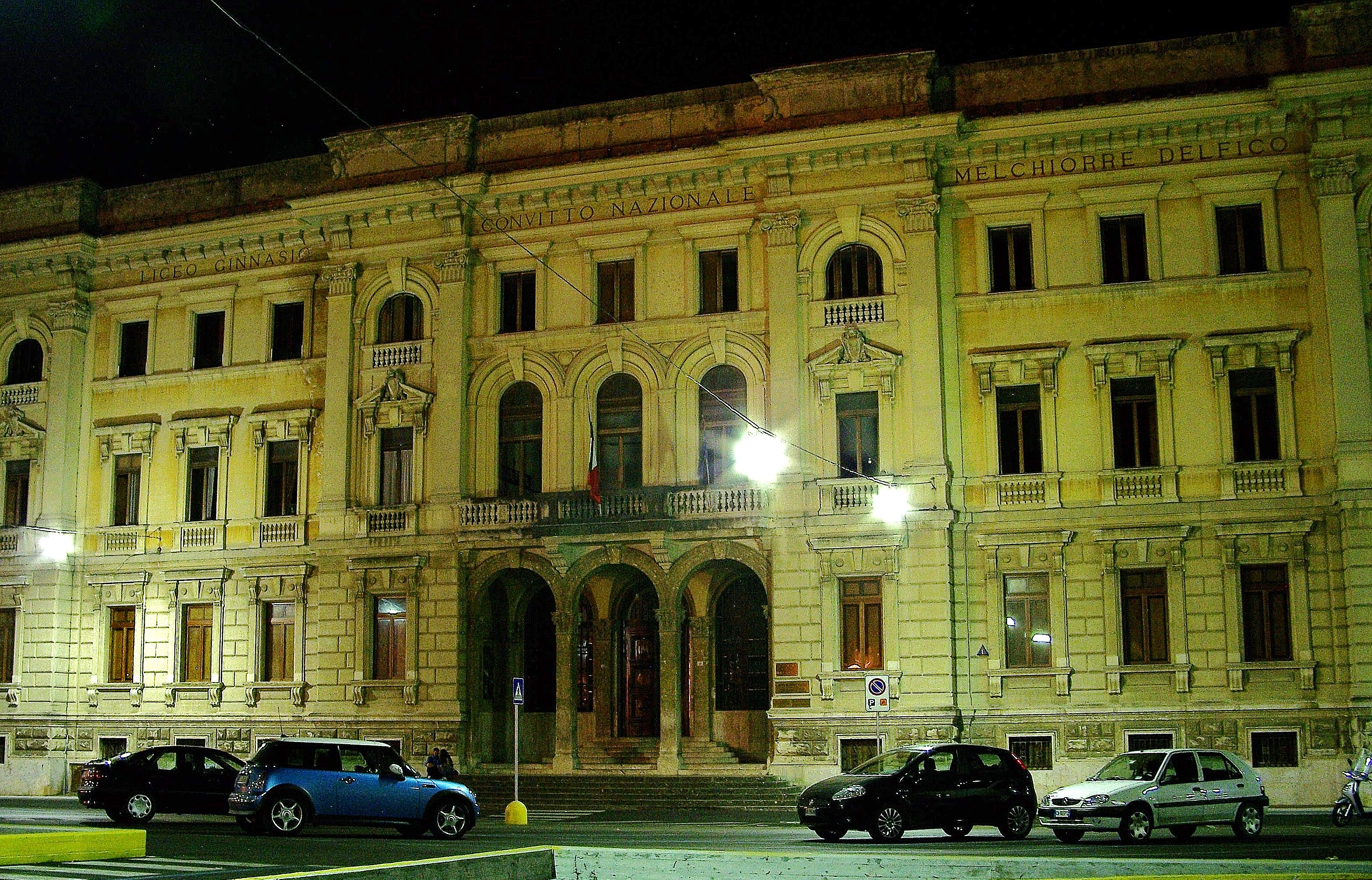
El Convitto Nazionale de Piazza Dante

Sede del Convitto Nazionale y del Liceo Classico, fue construido en el 1934. Representó la sede de la primera universidad (facultad de Derecho) de la ciudad en 1817.

### Istituto Zooprofilattico sperimentale
Fundado el 2 de septiembre de 1941 el Istituto Zooprofilattico Sperimentale dell’Abruzzo e del Molise G. Caporale (IZSAM) es uno de los diez institutos experimentales zooprofilácticos italianos.
Se ocupa de la inspección del estado santiario de los animales, de la salubridad de los productos de origen animal, de la vigilancia veterinaria, de la formación, experimantación e investigación científica y del cuidado del ambiente.

### Castello della Monica
Don Gennaro della Monica se construyó, para él y su familia, un castillo en el centro de la ciudad del que él mismo pulió cada mínimo detalle. La historia del castillo es también la historia de amores secretos, muertes violentas, leyendas y fantasías. Se levanta en las cercanías de la plaza Garibaldi.

### Museo Civico d’Arte e Pinacoteca di Teramo

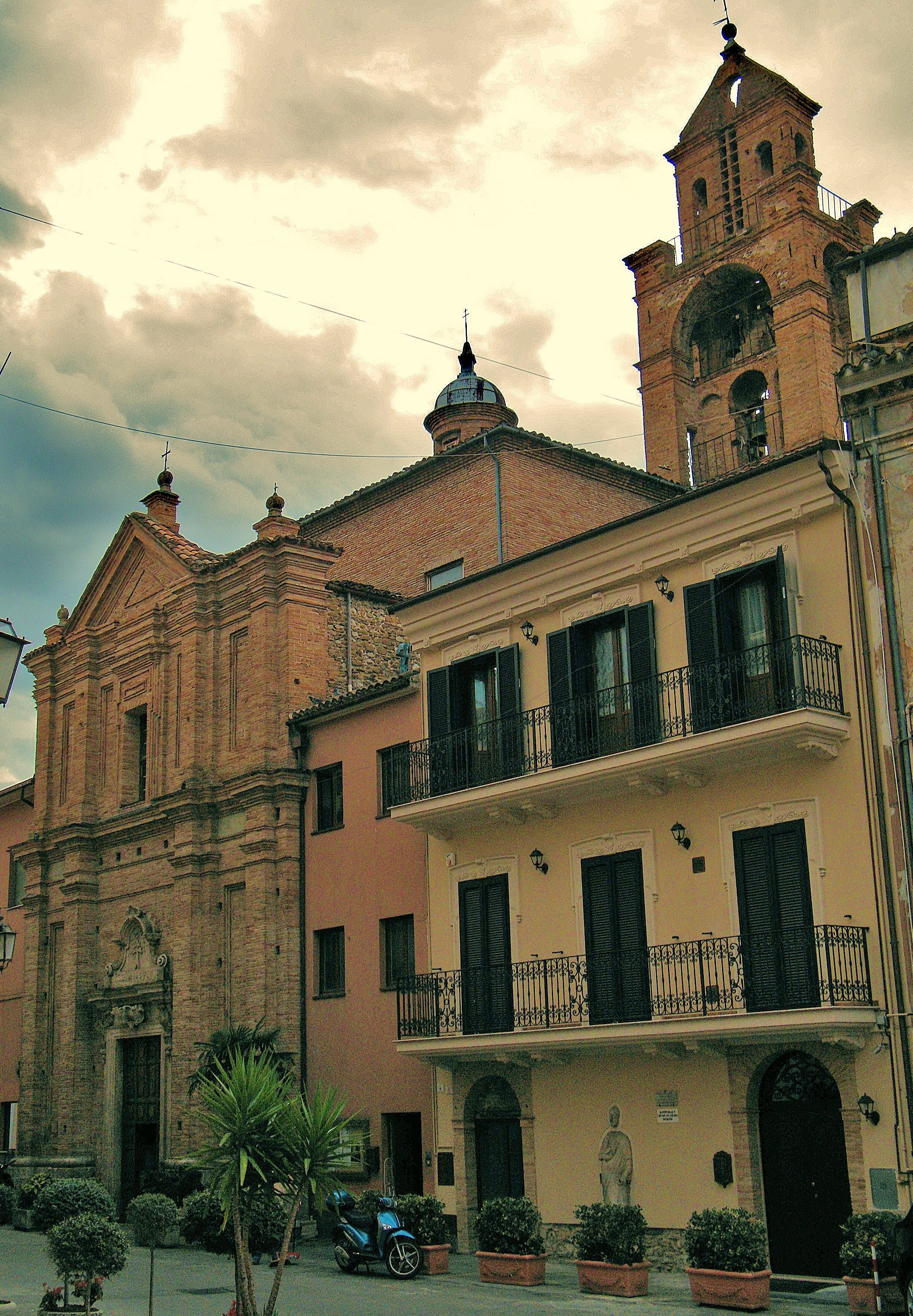
Chiesa del Santo Spirito

El museo arqueológico hospeda restos y esculturas de la Téramo más antigua, de la prehistoria a la época romana. La pinacoteca consta de una colección de telas y esculturas de arte moderna y contemporánea actualmente es utilizada para exposiciones temporales y próximamente lo será para colecciones permanentes.

### Observatorio astronómico de Collurania
Al astrónomo Vincenzo Cerulli se debe el descubrimiento el 2 de octubre de 1910 de un nuevo asteroide que llamó (704) Interamnia. El observatorio astronómico tiene un telescopio y una rica colección del museo de los instrumentos científicos.

### Mosaico del leone
Es el emblema mismo de la historia arqueológica teramana. Hallado en 1891, durante las obras del gran Palazzo Savini, el mosaico ha sufrido siglos de humedad pero gracias a una gran obra de restauración es una de las obras más representativas de la arqueología ciudadana. La obra muestra que en la misma ciudad hubo un día una verdadera escuela y tradición de los maestros del mosaico, ya que obras de tal grandeza venían normalmente compradas del extranjero.

### Sor Paolo
Según los arqueólogos y los estudiosos es una antigua estatua togada de un potente patricio romano. Éste era un opositor y castigador de costumbres de la ciudadanía y sobre todo de los gobernantes, de hecho, en la mano izquierda de la estatua, venían inflados papeles de quejas, protestas, y sátiras, contra los señores de la ciudad que actualmente han sido sustituidas con poesías de amor o banderas de los equipos deportivos de la ciudad.

### Palazzo Castelli

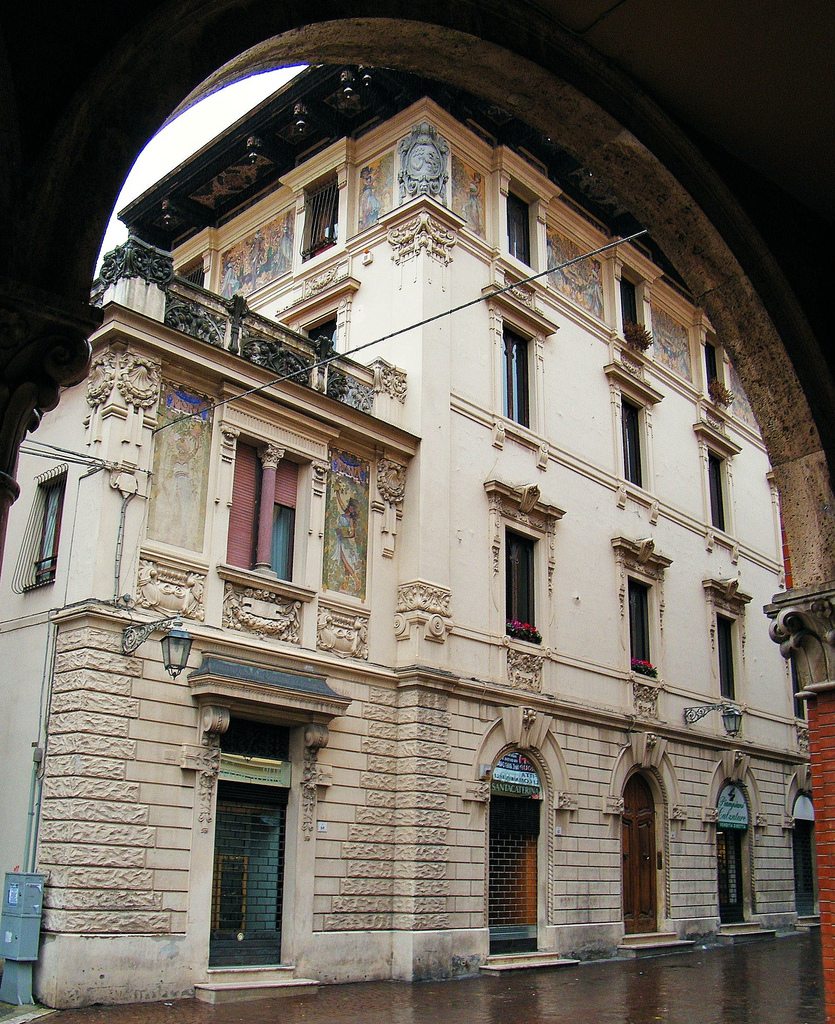
Palazzo Castelli

La ex Casa Muzii (así llamada por el nombre de su propietario) fue edificada en 1908 en corso Cerulli. Es un ejemplo del arte modernista en Téramo.

### Antico manicomio
Una vez fue considerado el instituto hospitalario más grande para la cura de las enfermedades mentales del centro-sur de Italia. Una instalación imponente del 1323 destacando una clase médica extraordinaria gracias a la activa participación de Marco Levi Bianchini, uno de los grandes padres de la psiquiatría italiana y alumno de Freud con el que mantenía correspondencia epistolar. Él mismo fundó aquí la primera Sociedad Italiana de psicoanálisis. En la puerta del gran manicomio, había una inscripción que decía “Aquí los pocos, quizás ni los verdaderos”

### Universidad de Téramo
La Universidad de Téramo es una universidad estatal italiana fundada en 1993. La institución ha crecido sobremanera en la última década y hoy en día se va afianzando cada vez más como un estimado ateneo italiano y una segura referencia del centro y del sur de Italia. Actualmente cuenta con 5 facultades, 24 carreras, 35 máster, 6 escuelas de postgrado y 10 departamentos. La universidad se ubica tanto en la ciudad de Téramo como en otras áreas de la provincia de Téramo.

## Organización político-administrativa

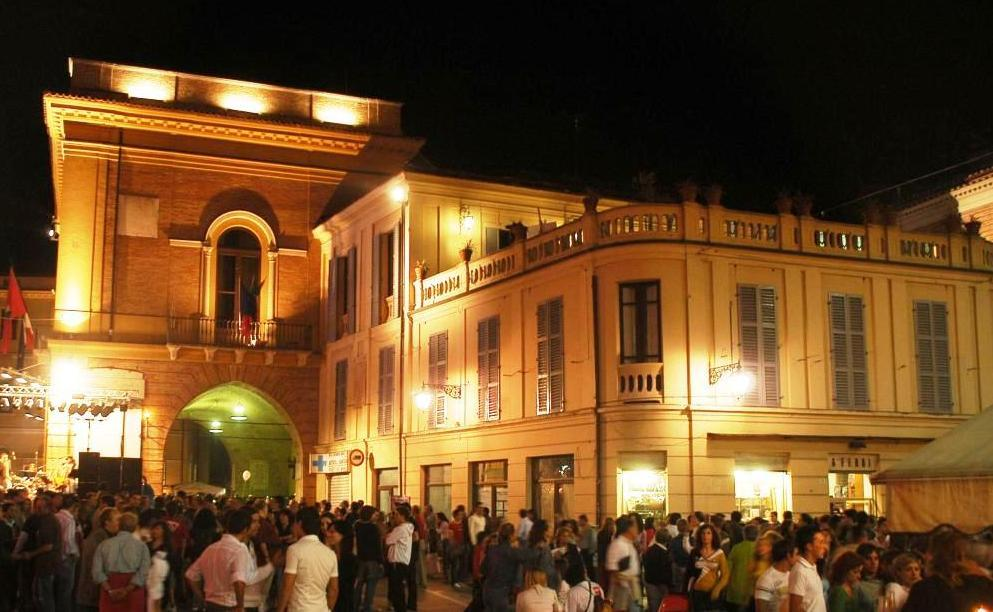
El Ayuntamiento de Téramo

La ciudad de Téramo está gobernada por el Ayuntamiento de Téramo, cuyos representantes son elegidos cada cinco años por sufragio universal de todos los ciudadanos mayores de 18 años de edad.
Desde las elecciones del 25 de mayo de 2014, está presidido por el alcalde Maurizio Brucchi.
| Persona          | Partido                  | Cargo   | Año  |
| ---------------- | ------------------------ | ------- | ---- |
| Maurizio Brucchi | El Pueblo de la Libertad | Alcalde | 2009 |
| Maurizio Brucchi | El Pueblo de la Libertad | Alcalde | 2014 |

### Ciudades hermanadas y acuerdos de amistad
La ciudad de Téramo participa activamente en la iniciativa de hermanamiento de ciudades promovida, entre otras instituciones, por la Unión Europea y está hermanada con las siguientes ciudades:
- Berane, Montenegro, desde el 1982[17]
- Memmingen, Alemania, desde el 1986[18]
- Rishon LeZion , Israel, desde el 1988[19]

- Ribeirão Preto, Brasil, desde el 2005[20]
- Praga distrito 7, , República Checa, desde el 6 de junio de 2005[21]
- Gorzów Wielkopolski, Polonia, desde el 2007[22]
- Strovolos, Chipre[23]

## Deportes

### Fútbol
El Teramo Calcio fue fundado el 15 de julio de 1913 y participó en 25 ligas de tercera división. 
El moderno estadio Comunale ha sido estrenado el 27 de marzo de 2008, con un aforo de 7.498 ampliable a 13 000 cuando la sociedad vuelva a mayores categorías. La instalación es también utilizada para conciertos (Jovanotti, Laura Pausini, Tiziano Ferro, Vasco Rossi y más).

### Baloncesto
El Teramo Basket fundado en 1973, tras llevar 9 temporadas seguidas en la máxima categoría italiana (Serie A1), el equipo ha quebrado por deudas económicas en julio de 2012. El Teramo Basket ha desaparecido desde entonces y de momento no milita en ninguna categoría italiana. Jaycee Carroll y Clay Tucker son algunos entre los jugadores más conocidos que vistieron la camisa rojiblanca en la última década.

### Balonmano
El balonmano es probablemente el deporte rey de la ciudad. La Emmelle Naca Medical Teramo Handball lleva muchos años en la Serie A y en la temporada 2014/15 seguirá participando en la máxima liga. El Hc Teramo 2002 es el equipo femenino, que ha sido campeón de Italia en 2012.
La primera semana de julio, se disputa en Téramo, la Interamnia World Cup que es la manifestación de balonmano más importante a nivel mundial. En ese periodo la ciudad se vuelve un escenario de multiculturalidad y fiestas. En el 2023 el torneo va a celebrar su 50ª edición

### Otros deportes
Otros deportes muy activos en Téramo son el tenis (la ciudad aloja cada año un torneo internacional), el fútbol sala, el rugby, el waterpolo y el automovilismo con el rally de Téramo. Cada 1 de mayo se celebra la “Maratonina pretuziana”, una maratón con deportistas de todo el mundo. El torball Teramo es el equipo con más títulos de Italia, ya que ha ganado una liga de campeones.

## Enogastronomía
La gastronomía teramana es una de las más apreciadas no sólo en el centro de Italia, sino en toda la península. Su cocina destaca por una amplia variedad de platos enraizados en antiquísimas tradiciones campesinas con inconfundibles olores y sabores.

### Arrosticini
Probablemente el plato más conocido de la tradición culinaria teramana son los arrosticini (‘pinchos’): brochetas de carne de castrado o de oveja. Suelen acompañarse de rebanadas de pan rociado con aceite de oliva extra virgen. Se comen sacando los trozos de carne con los dientes del pincho, que se toma con las manos.

### Virtú
Un verdadero ritual propiciatorio se celebra al llegar la primavera, cada 1 de mayo con la preparación de las Virtù, un plato cuyos orígenes se remontan a los tiempos en que los campesinos, tras el fin del invierno, unían a las novedades de la temporada lo que quedaba de las provisiones invernales en las despensas. La preparación, que según la tradición dura tres días y tres noches, es extremamente complicada porque los numerosos ingredientes (habas y guisantes frescos, lentejas, garbanzos, judías, alcachofas, espinacas, endibias, achicoria, acelgas, nabos, apio, calabacines, ajo, cebolla, hierbas aromáticas, jamón, hojas de tocino, orejas y pies de cerdo, témpanos, pallottine) van cocidos por separado y sólo al final se pueden mezclar con la pasta de varios tipos y colores. Las familias teramanas que todavía siguen la tradición, donan y se intercambian le virtù para posteriormente juzgarlas y compararlas. Pese a eso, y sobre todo por la dificultad de la preparación, hoy en día no son pocos los ciudadanos que el 1 de mayo compran ese buenísimo plato en los muchos restaurantes de la ciudad que están siempre listos para la ocasión.

### Laspallottine
Otro plato príncipe de la gastronomía teramana son los Maccheroni a la chitarra o Chitarra con le pallottine. El plato presenta unos espagueti de sección cuadrada obtenidos al comprimir la hoja de la pasta en la chitarra: un utensilio tradicional de Abruzos formado por hilos de acero tensados, unidos paralelamente en una armadura de madera. Lo excepcional de este plato está en la salsa que se agrega con pallottine ("pelotitas"), unas pequeñas albóndigas de carne hechas a mano y sofritas.

### Lasscrippelle
Además de las pallottine, otro elemento único de la cocina teramana son las scrippelle: finísimas tortillas preparadas en una sartén hirviendo una masa de harina, agua y huevos. Muy parecidas a las crepes francesas, algunos creen que fueron trasladadas a la ciudad con la invasión napoleónica de Téramo. Las scrippelle son la base de dos platos típicos teramanos: las scrippelle mbusse, encodilladas y sumergidas en un caldo de gallina espolvoreadas con parmesano, y el timballo di scrippelle, unas lasañas enriquecidas de pallottine, salsas particulares y todo lo que la imaginación de una mujer teramana permita.

### Otros platos
Otros platos típicos son la sopa de garbanzos setas y castañas y las sabrosas mazzarelle (el obligatorio primer plato del almuerzo de Pascua de cada teramano): unas hojas de lechuga que arrollan la corada de cordero (hígado, corazón y pulmones) con cebolla, ajo y perejil. Pueden ser acompañadas con tomate.
Los ‘Ndocca ‘Ndocca son el clásico ejemplo de plato “pobre” campesino, donde se utilizan todas las partes del cerdo (orejas, pies, hocico, chuletas) que no pueden ser jamones o embutidos.
Los caggionetti, por fin, es un postre abrucés con la forma de un ravioli; una hoja ligerísima repleta, que en los caggiunitte teramanos está hecha de castañas, chocolate, almendras tostadas, cáscara de limón, acitrón y canela.
En las colinas teramanas se cultivan las típicas cepas de Abruzos: el Montepulciano d’Abruzzo rosso (tinto) o Cerasuolo y el Trebbiano d’Abruzzo blanco; el Montepulciano d'Abruzzo Colline Teramane DOCG es considerado uno de los mejores vinos de Italia.

## Comunicación urbana y turismo

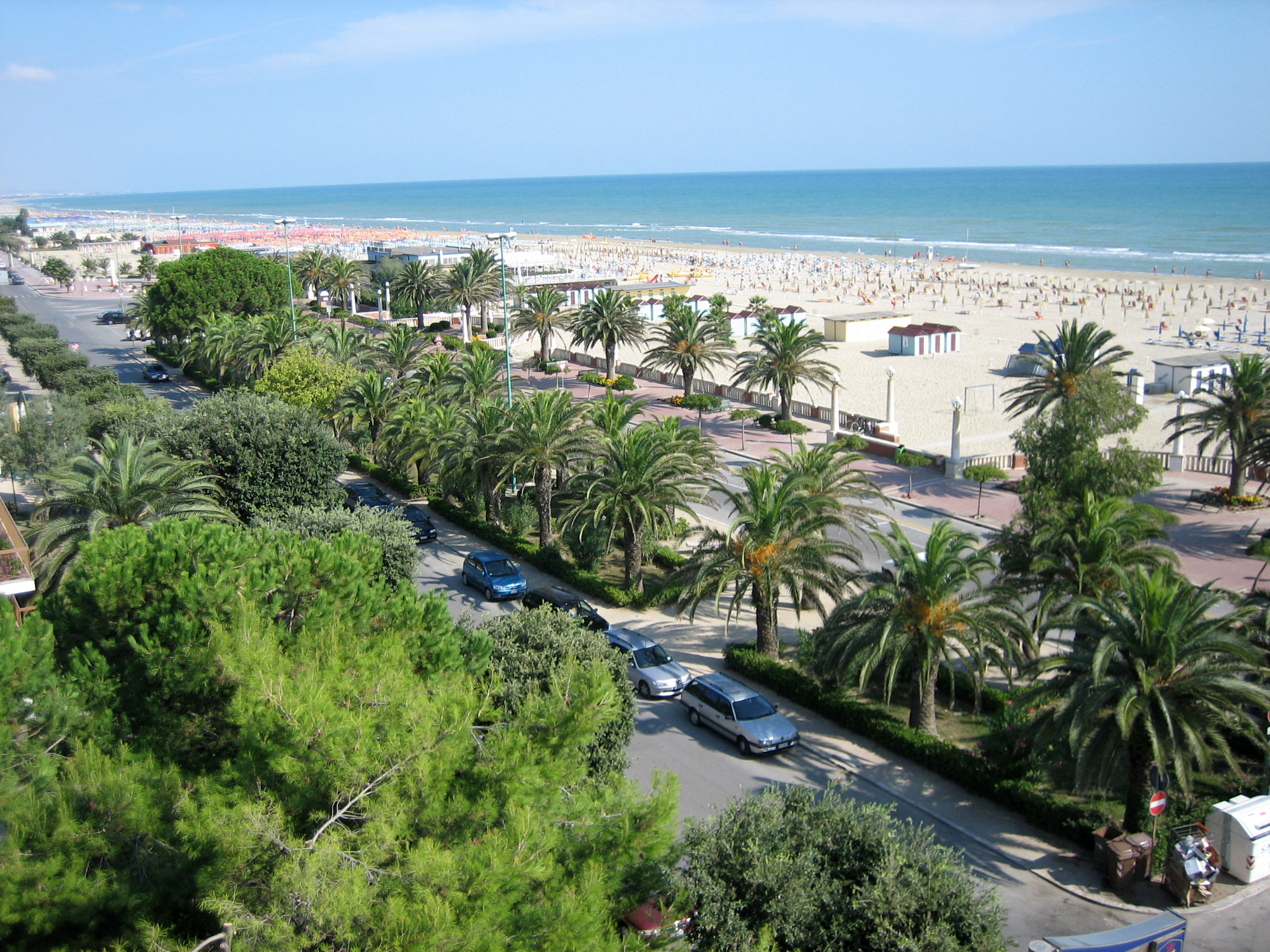
La playa de Giulianova

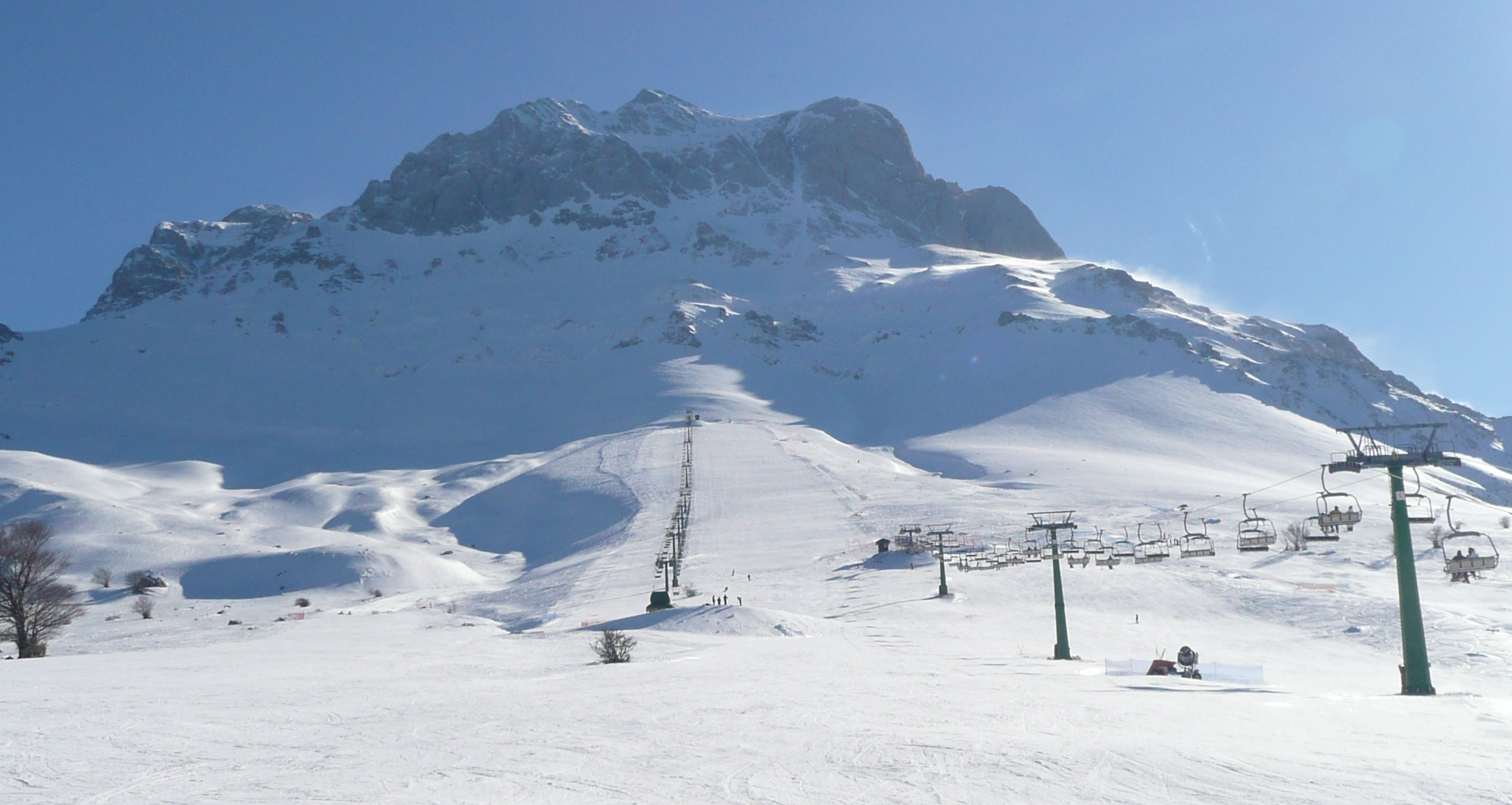
Pistas de esquí de las montañas teramanas

- Teramo se sitúa a 150 km de Roma y está comunicada con la capital por la A24 (Téramo-Roma). El transporte público para llegar desde Roma es mediante autobús en un trayecto directo que sale desde la estación de autobuses Tiburtina. Es también posible llegar a Téramo directamente desde los dos aeropuertos de Roma por medio de una compañía privada de autobuses que ofrece varios viajes a diario.

- Por ferrocarril, Téramo está comunicada directamente con Pescara y (después de un rápido transbordo en la cercana estación de Giulianova) con ciudades como Milán, Bolonia, Bari, Venecia, Turín, Lecce etc.

- El aeropuerto más cercano es el Aeropuerto de Abruzos que dista 68 km y está comunicado por la A14.

- La playa más cercana es la de Giulianova, que dista 25 km y está comunicada por la autovía Téramo-mare.

- Las pistas de esquí más cercanas son las del Gran Sasso d'Italia (Prato Selva y Prati di Tivo) que distan menos de 40 km y están comunicadas con la ciudad por la SS 80.

- El santuario de Gabriel de la Dolorosa es uno de los santuarios más visitados de Italia, dista 30km y está comunicado por la A24 (Téramo-Roma). Con un promedio de 2 millones de visitantes cada año es uno de los 15 santuarios más visitados del mundo.[25]

- Civitella del Tronto es incluido en la lista oficial de los burgos más bellos de Italia,[26] dista 18 km y está comunicado por la SS81. Su fortaleza española es el monumento más visitado de los Abruzos.[27]

- Las Montagne gemelle son unos de los símbolos de la provincia. Distan alrededores de 20km del centro de la ciudad y están comunicadas por la SS81.